# Ново-Одесская волость
Ново-Одесская волость — историческая административно-территориальная единица Херсонского уезда Херсонской губернии.
По состоянию на 1886 год состояло из 9 поселений, 10 сельских общин. Население — 8071 человек (4252 мужского пола и 3819 — женского), 1346 дворовых хозяйств.
|                        | Площадь десятин | В том числе пахотной, дес. |
| ---------------------- | --------------- | -------------------------- |
| Сельских общин         | 27 237          | 15 445                     |
| Частной собственности  | 10 455          | 4000                       |
| Казенной собственности | 5590            | 1452                       |
| Другой собственности   | 396             | 159                        |
| В общем                | 43 678          | 21 056                     |

Самые большие поселения волости:
- Ново-Одесса (Фёдоровка) — местечко при реке Буг в 102 верстах от уездного города, 2590 человек, 509 дворов, церковь православная, еврейский молитвенный дом, школа, больница, земская почтовая станция, 17 лавок, постоялый двор, винный склад, 2 ярмарки, базар. В 9 верстах — Лютеранский молитвенный дом. В 13 верстах — лютеранский молитвенный дом, земская почтовая станция. В 15 верстах — Лютеранский молитвенный дом.
- Дымовка (Маркулясы) — село при реке Гнилой Еланец, 1633 человека, 316 дворов, церковь православная, земская почтовая станция, 3 лавки.
- Касперовка (Кашперово) — село при реке Буг, 1633 человека, 240 дворов, церковь православная, школа, лавка.
- Сухо-Еланецкое (Прицеповка) — село при балке Рошковаточ, 1228 человек, 159 дворов, лавка.